# Nakayama Yoshiko
Trung Sơn Khánh Tử (chữ Hán: 中山慶子; Kana: なかやま よしこNakayama Yoshiko; 16 tháng 1 năm 1836 - 5 tháng 10 năm 1907), thông gọi Trung Sơn Nhất vị cục (中山一位局), là một phi tần của Hiếu Minh Thiên hoàng và là mẹ đẻ của Minh Trị Thiên hoàng.

## Tiểu sử
Bà sinh ngày 28 tháng 11 (âm lịch) năm Thiên Bảo thứ 6 (1835), là con gái thứ của Quyền Đại nạp trung ngôn Nakayama Tadayasu (中山忠能; Trung Sơn Trung Năng), xuất thân từ nhà Fujiwara (Đằng Nguyên Thị), mẹ là Matsura Aiko (松浦愛子; Tùng Phổ Ái Tử), con gái thứ 11 của Matsura Seizan (松浦静山; Tùng Phổ Tĩnh Sơn), phiên thủ Bình Hộ. Bà nội bà là con gái của Matsudaira Sadanobu (松平定信; Tùng Bình Định Tín). Bà sinh ra ở Kyoto, gửi lại quê nhà nuôi dưỡng. Khi 17 tuổi, bà được triệu vào cung hầu hạ, giữ vị trí Điển thị (典侍; Tenji), được ban tên là An Vinh (安榮; あえ). Về sau, Hiếu Minh Thiên hoàng sủng hạnh bà, và bà lập tức mang thai. Theo tập quán trong cung, lúc bà biết rõ mình sắp sinh thì bà phải dọn ra khỏi tư thất trong Ngự sở và về gần nhà mẹ đẻ, do từ xưa người ta tin rằng việc sinh nở sẽ làm ô uế nhà cửa. Khi hoàng tử chuẩn bị chào đời, cha bà, Quyền Đại nạp ngôn Nakayama Tadayasu đã dựng nhà tạm bợ phục vụ mục đích sinh nở cạnh dinh thự trong khu đất của mình. Ban đầu, ông vốn định xin nhờ khoảnh đất trống trong khu đất của các quý tộc xung quanh, nhưng đề nghị của ông đều bị từ chối nên không còn cách nào, ông đành phải dựng nhà trong khu đất hẹp của mình. Tadayasu cũng như nhiều quý tộc khác đương thời, đều nghèo khó, đến nổi không kham nổi số tiền nhỏ dùng để xây căn nhà tạm bợ, phần lớn chi phí xây dựng đều là do ông phải đi vay mượn

Năm Gia Vĩnh thứ 5 (1852), ngày 22 tháng 9 (tức ngày 3 tháng 11 dương lịch), tại nhà mẹ đẻ dòng họ Trung Sơn, An Vinh sinh hạ Hoàng tử Hữu Cung (chính là Minh Trị Thiên hoàng), con trai lớn nhất của Hiếu Minh Thiên hoàng. Khi nhận được tin, Hiếu Minh Thiên hoàng lúc này đang uống rượu thưởng hoa cúc trước khi dùng bữa, ông đã rất vui mừng và cao hứng uống thêm nhiều chén rượu. Khoảng 5 năm sau, bà Khánh Tử mới cùng hoàng tử Hữu Cung trở về Ngự sở Kyoto. Sau khi về cung, Hữu Cung đều do Trung Sơn Điển thị nuôi dưỡng trong nội viện của mình, tẳng tổ mẫu của hoàng tử (mẹ của Tadayasu) cũng được chuyển đến ngày đêm phục vụ hoàng tử nhỏ. Và rồi những năm sau đó, trong hậu cung của Hiếu Minh Thiên hoàng không còn ai sinh hạ hoàng tử trưởng thành nữa, nên Hiếu Minh Thiên hoàng ngày càng thương yêu và quyết định ngầm chọn Hữu Cung làm Trữ quân. Mặc dù bà được Thiên hoàng thương xót mà ban đặc ân tự tay nuôi dưỡng hoàng tử Hữu cung, nhưng chẳng lâu sau khi hoàng tử được sinh thì bà lại bắt buộc phải trao vị trí người mẹ cho Chuẩn hậu Cửu Điều Túc Tử (Nữ ngự, chính thất của Hiếu Minh Thiên hoàng). Hoàng tử gọi Chuẩn hậu là mẹ và thương yêu Chuẩn hậu như mẹ ruột đúng như mong đợi của mọi người. Trước tình thế đó, dù Khánh Tử có mong muốn điều gì đi nữa thì điều duy nhất bà làm được là chăm sóc, "hầu hạ" vị hoàng tử. Năm 1893 (Minh Trị thứ 26), ngày 28 tháng 1, khi khám bệnh cho bà Khánh Tử (lúc này đã là Nhị vị cục), y sĩ Erwin Baelz có viết rằng:
"Ngài Thiên hoàng là con ruột của Nhị vị cục, nhưng vì Hoàng thái hậu (tức bà Túc Tử) là hậu của Thiên hoàng đời trước nên ông phải làm tròn nghĩa vụ của một người con đối với Hoàng thái hậu. Theo lễ nghĩa, một năm Thiên hoàng phải thăm hỏi Hoàng thái hậu mấy lần, nhưng lại không bao giờ ghé vào căn nhà của mẹ ruột bao giờ. Lý do vì mẹ ruột của ngài là thân phận bề tôi. Mẹ ruột của ngài phải xin phép trước, và chỉ khi được đồng ý thì mới có thể hầu hạ bên cạnh ngài. Quả là lễ nghi kỳ lạ!"
Năm Vạn Diên nguyên niên (1860), ngày 10 tháng 7 (tức ngày 26 tháng 8 dương lịch), Hiếu Minh Thiên hoàng ra sắc lệnh cho Hữu Cung làm con trai trên danh nghĩa của bà Chuẩn hậu Cửu Điều Túc Tử, tức Anh Chiếu Hoàng thái hậu (英照皇太后) về sau. Ngày 28 tháng 9, chính thức phong tước vị Thân vương, gọi là Mục Nhân Thân vương (睦仁親王). Từ lúc này, Hữu Cung chính thức trở thành con ruột của bà Chuẩn hậu, thứ bậc cũng chỉ ở sau Chuẩn hậu và được sống trong Ngự điện của Chuẩn hậu.

## Đế mẫu
Năm Khánh Ứng thứ 3 (1867), chính nguyệt, Mục Nhân Thân vương tức Hoàng đế vị, tức là [Minh Trị Thiên hoàng] trong lịch sử.
Dẫu là mẹ ruột của Thiên hoàng, nhưng hoàng thất Nhật Bản coi trọng đích-thứ, hơn nữa Minh Trị vốn đã tôn bà Cửu Điều Túc Tử làm ["Chuẩn mẫu"] và tôn làm Hoàng thái hậu, Khánh Tử do đó không thể gia tôn, vẫn chỉ là Điển thị trong nội cung. Tháng 4 cùng năm, Khánh Tử do lấy cớ bệnh mà từ bỏ danh vị Điển thị. Năm đầu Minh Trị (1868), ngày 4 tháng 8, tự nhậm Tòng tam vị (從三位), được ban thực lộc 500 thạch và nơi ở dùng làm sinh hoạt cá nhân. Năm thứ 2 (1869), ngày 7 tháng 9, thăng Tòng nhị vị (從二位), cũng theo hoàng gia đến Tokyo vào năm sau (1870).
Năm Minh Trị thứ 12 (1879), Gia Nhân Thân vương (tức Đại Chính Thiên hoàng) sinh ra, từ đây đến năm thứ 22 (1889) đều do Khánh Tử phụ trách dưỡng dục. Sau Duy tân Minh Trị, chế độ Nữ viện bị bãi bỏ, nhưng với thân phận Quốc mẫu thì Khánh Tử được nhận đãi ngộ thích đáng, cùng năm ấy bà được thăng lên Chính nhị vị (正二位).
Năm Minh Trị thứ 33 (1900), ngày 15 tháng 1, Trung Sơn Khánh Tử nhậm Tòng nhất vị (從一位), cùng năm được tôn tặng Huân nhất đẳng Bảo Quang chương (勳一等寶冠章). Năm Minh Trị thứ 40 (1907), ngày 5 tháng 10, Trung Sơn Khánh Tử qua đời tại phủ đệ phía nam Aoyama, Minato, Tokyo, hưởng thọ 71 tuổi. Bà được an táng tại Phong Đảo Cương mộ địa (豐島岡墓地), Bunkyō, Tokyo.